# Гертруда Меранска
Гертруда од Мераније (1185 — 28. септембар 1213) била је угарска краљица, супруга Андрије II Арпада.

## Биографија
Била је ћерка баварског грофа Бертолда од Андекса кога је Фридрих Барбароса уздигао на место војводе Мераније. Мајка јој је била Агнеса Ветин. Гертрудина старија сестра била је Агнеса од Мераније, француска краљица, супруга Филипа II. Њена млађа сестра била је Света Хедвига Шлеска, супруга Хенрија I Пјаста, каснијег великог војводе Пољске. Њен брат био је Ото, који је наследио оца као војвода Мераније. Гертруда је удата за арпадског принца Андрију II, сина Беле III. До брака је дошло пре 1203. године. Брачни пар је имао петоро деце:
- Ана Марија Угарска (око 1204. - 1237), удата за бугарског цара Јована Асена II.
- Бела IV Угарски (1206-3. мај 1270)
- Света Елизабета Угарска (1207 - 10. новембар 1231), супруга Луја IV од Тирингије.
- Коломан од Галиције-Лодомерије (1208-јун 1241)
- Андрија II од Галича (око 1210. - 1234)

Амбициозна Гертруда имала је велики политички утицај током владавине свог мужа. Вероватно је била један од подстрекача који је Андрију натерао да устане против брата Емериха. Гертруда и Андрија преузели су власт над Угарском након Емерихове смрти, као регенти његовог малолетног сина Ладислава III, који је већ следеће (1205) године напустио земљу. Гертруда је убијена 1213. године од стране угарских магната који су били љубоморни због чињенице да су немачки рођаци краља доспевали на све високе функције у држави. Андрија се након тога оженио још два пута.